# Déficit cérébral en folates
 (novembre 2019).
Si vous disposez d'ouvrages ou d'articles de référence ou si vous connaissez des sites web de qualité traitant du thème abordé ici, merci de compléter l'article en donnant les références utiles à sa vérifiabilité et en les liant à la section « Notes et références ».

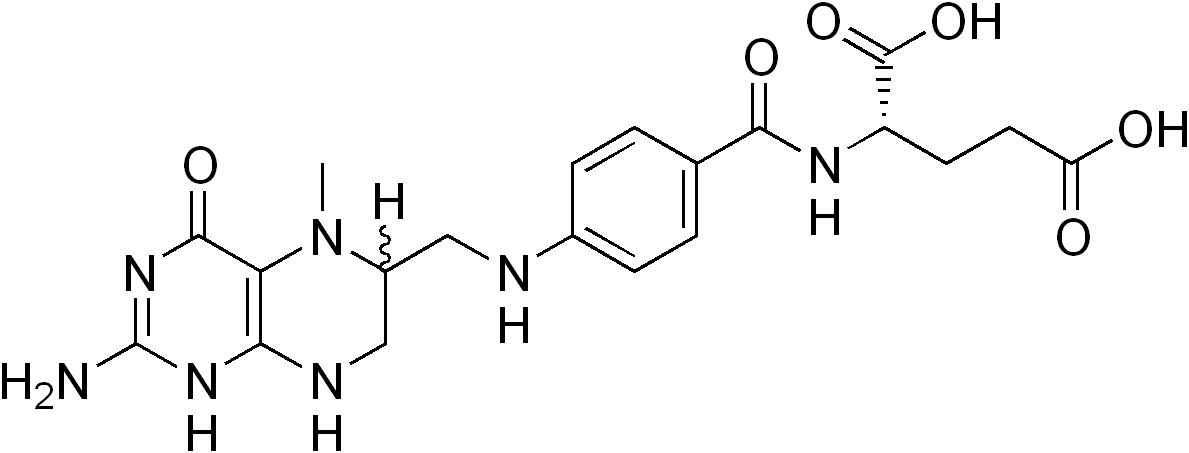
5-méthyltétrahydrofolate

Le déficit cérébral en folates (DCF, en anglais : « Cerebral folate deficiency ») est un syndrome rare dans lequel la teneur en 5-méthyltétrahydrofolate (5-MTHF) est réduite dans le liquide cérébro-spinal du patient et ce malgré la teneur normale en 5-MTHF dans le sérum sanguin.
Le déficit est considéré sévère lorsque la teneur en 5MTHF dans le LCR est inférieure à 25 nmol/L et modéré entre 25 et 40 nmol/L.

## Causes
Les causes du déficit cérébral en folates sont souvent celles de sa malabsorption, souvent dues à un apport alimentaire inadéquat que l'on peut retrouver dans le cas de maladie cœliaque ou de sprue tropicale lorsque ces dernières ne sont pas traitées. En résulte alors une perte progressive des cellules intestinales qui peuvent contribuer au déficit. Le vrai syndrome est lui non lié à une mauvaise absorption mais à des anticorps dirigés contre le récepteur alpha aux folates. Enfin une des causes peut être un déficit de transport des folates dans le cerveau (par dysfonction mitochondriale par exemple).

## Symptômes
L'ensemble des symptômes varie en fonction de l'âge d'apparition de la maladie et de sa cause. Le tout réalise un tableau neuropsychiatrique particulier, associant chez certains adultes des bouffées délirantes ou psychoses et des symptômes autistiques relativement marqués. Les symptômes peuvent comprendre de la dyskinésie, de l'ataxie, des crises épileptiques et un retard de développement psychomoteur. Le DCF se manifeste plus clairement en cas de mutation du gène FOLR1, responsable du transport de folates dans le système nerveux central. Un enfant avec une mutation naît en bonne santé. La maladie fait son apparition un peu plus tard - dans la petite enfance – et commence par des symptômes tels qu'un retard de développement psychomoteur, de l'ataxie, des tremblements, de la chorée et des crises myocloniques. On note également des symptômes  autistiques plus ou moins marqués. Chez l'adulte les signes sont souvent psychiatriques allant de la dépression à des psychoses (type schizophrénie ou bouffées délirantes aigües). Ces signes sont plus ou moins réversibles avec la prescription d'acide folinique. L'hypomyélinisation peut être observée sur des clichés IRM. Après prescription immédiate d'acide folinique, il peut être observé une amélioration considérable de l'état de santé.

## Patients souffrant du syndrome de Kearns-Sayre
Le DCF peut être observé chez les patients souffrant du syndrome de Kearns-Sayre. La cause du développement du DCF n'étant pas encore pleinement comprise dans ce cas, - il est supposé que le transport des folates à travers le plexus vasculaire soit altéré chez ces patients. Il est aussi possible que le DCF soit présent en cas de maladies mitochondriales. Des cas de carence en 5-MTHF dans le liquide cérébro-spinal de patients ayant leurs auto-anticorps dirigés contre le récepteur alpha de l'acide folique ont été décrits, ce qui peut également entraîner le développement du DCF. Il est connu que les anticorps entravent la pénétration des folates dans le liquide cérébro-spinal.

## Diagnostic
Pour diagnostiquer le déficit cérébral en folates, il est nécessaire de procéder à l'analyse du liquide cérébrospinal relative à la présence du 5-MTHF.

## Traitement
Le traitement du DCF consiste une prise prolongée d'acide folinique car la prise d'acide folique n'est pas capable d'augmenter les niveaux de 5-MTHF dans le liquide cérébro-spinal du patient.